# ETS1
ETS1 (англ. ETS proto-oncogene 1, transcription factor) – білок, який кодується однойменним геном, розташованим у людей на короткому плечі 11-ї хромосоми. Довжина поліпептидного ланцюга білка становить 441 амінокислот, а молекулярна маса — 50 408.
| 10         |  | 20         |  | 30         |  | 40         |  | 50         |
| ---------- |  | ---------- |  | ---------- |  | ---------- |  | ---------- |
| MKAAVDLKPT |  | LTIIKTEKVD |  | LELFPSPDME |  | CADVPLLTPS |  | SKEMMSQALK |
| ATFSGFTKEQ |  | QRLGIPKDPR |  | QWTETHVRDW |  | VMWAVNEFSL |  | KGVDFQKFCM |
| NGAALCALGK |  | DCFLELAPDF |  | VGDILWEHLE |  | ILQKEDVKPY |  | QVNGVNPAYP |
| ESRYTSDYFI |  | SYGIEHAQCV |  | PPSEFSEPSF |  | ITESYQTLHP |  | ISSEELLSLK |
| YENDYPSVIL |  | RDPLQTDTLQ |  | NDYFAIKQEV |  | VTPDNMCMGR |  | TSRGKLGGQD |
| SFESIESYDS |  | CDRLTQSWSS |  | QSSFNSLQRV |  | PSYDSFDSED |  | YPAALPNHKP |
| KGTFKDYVRD |  | RADLNKDKPV |  | IPAAALAGYT |  | GSGPIQLWQF |  | LLELLTDKSC |
| QSFISWTGDG |  | WEFKLSDPDE |  | VARRWGKRKN |  | KPKMNYEKLS |  | RGLRYYYDKN |
| IIHKTAGKRY |  | VYRFVCDLQS |  | LLGYTPEELH |  | AMLDVKPDAD |  | E          |

A: Аланін

C: Цистеїн

D: Аспарагінова кислота

E: Глутамінова кислота

F: Фенілаланін

G: Гліцин

H: Гістидин

I: Ізолейцин

K: Лізин

L: Лейцин

M: Метіонін

N: Аспарагін

P: Пролін

Q: Глутамін

R: Аргінін

S: Серин

T: Треонін

V: Валін

W: Триптофан

Кодований геном білок за функцією належить до фосфопротеїнів. 
Задіяний у таких біологічних процесах, як імунітет, транскрипція, регуляція транскрипції, ацетилювання, альтернативний сплайсинг. 
Білок має сайт для зв'язування з ДНК. 
Локалізований у цитоплазмі, ядрі.